# منگجک
منگجک (به لاتین: Mingajik) یک منطقهٔ مسکونی در افغانستان است که در ولسوالی منگجک واقع شده‌است. منگجک ۲۸۱ متر بالاتر از سطح دریا واقع شده‌است.